# Undisputed WWE Championship
El Undisputed WWE Championship (Campeonato Indiscutido de WWE, en español), originalmente conocido como Undisputed WWE Universal Championship (Campeonato Universal Indiscutido de WWE, en español), fue el término utilizado por la empresa de lucha libre profesional WWE en su página oficial para referirse a que tanto el Campeonato de WWE como el Campeonato Universal fueron ostentados y defendidos simultáneamente por el mismo luchador. 
Este reconocimiento se produjo como resultado de un combate llevado a cabo en WrestleMania 38, el 1 de abril de 2022 y si bien WWE anunció la lucha del campeonato como un Winner Takes All Match, ambos títulos mantuvieron sus linajes individuales, a pesar de que WWE promociona el título indiscutido como un solo campeonato, hasta el 21 de abril de 2025, cuando se informó el retiro oficial del WWE Universal Championship, reconociendo a Roman Reigns como su último campeón.

## Historia
En WrestleMania 38, el Campeón Universal de SmackDown, Roman Reigns, derrotó al Campeón de WWE de Raw, Brock Lesnar, para ganar el título de este último y ser reconocido como el Campeón Universal Indiscutido de WWE, un reconocimiento que mantuvo desde junio de 2023 hasta abril de 2024. Como campeón indiscutido, a Reigns se le permitió aparecer en ambas marcas, pero como resultado del Draft 2023, fue reclutado a SmackDown, por lo que ambos campeonatos bajo el estandarte del Campeonato Universal Indiscutido de WWE se convirtió en exclusivo de esa marca.
El 24 de abril de 2023, se creó un nuevo Campeonato Mundial de Peso Pesado y posteriormente se designó como exclusivo de Raw. En el episodio del 2 de junio de SmackDown, el director de contenido de WWE, Triple H, le entregó a Reigns un nuevo cinturón para representar el campeonato, que muestra muchas de las mismas características que otros cinturones de campeonato de WWE, pero con una placa central de color dorado y las dos W en el logo de la empresa formado por diamantes negros. Después de WrestleMania XL, el título es renombrado a Campeonato Indiscutido de WWE quitando el término "Universal" del campeonato.

## Campeones
El primer campeón en ostentar ambos títulos fue Roman Reigns, que marca tres récords: el de más días acumulativos con 735 en total; el más joven, cuando lo ganó a los 36 años, y el más pesado, con 120 kilogramos. 
Mientras, el reinado de Rhodes marca solo 1 récord: el de campeón más liviano, con 100 kilogramos.
John Cena es el campeón más viejo en ganar el título, obteniéndolo a los 47 años.

### Lista de campeones
| N.º           | Campeón      | Lucha                | Lucha           | Lucha                   | Estadísticas | Estadísticas | Notas y referencias |
| N.º           | Campeón      | Fecha                | Evento          | Ubicación               | Reinado      | Días         | Notas y referencias |
| ------------- | ------------ | -------------------- | --------------- | ----------------------- | ------------ | ------------ | --- |
| WWE Raw       |              |                      |                 |                         |              |              | |
| WWE SmackDown |              |                      |                 |                         |              |              | |
| 1             | Roman Reigns | 30 de agosto de 2020 | Payback         | Orlando, Florida        | 2            | 1316         | Inicialmente consiguió el WWE Universal Championship derrotando a «The Fiend» Bray Wyatt y Braun Strowman en un No Holds Barred Match. Durante este reinado, venció a Brock Lesnar en un Winner Takes All match donde también estaba en juego el WWE Championship, unificando ambos títulos. Durante su reinado, en junio de 2023, se hizo el reconocimiento y se creó un nuevo cinturón para representar al denominado Undisputed WWE Universal Championship. |
| 1             | Roman Reigns | 3 de abril de 2022   | WrestleMania 38 | Arlington, Texas        | 4            | 735          | Inicialmente consiguió el WWE Universal Championship derrotando a «The Fiend» Bray Wyatt y Braun Strowman en un No Holds Barred Match. Durante este reinado, venció a Brock Lesnar en un Winner Takes All match donde también estaba en juego el WWE Championship, unificando ambos títulos. Durante su reinado, en junio de 2023, se hizo el reconocimiento y se creó un nuevo cinturón para representar al denominado Undisputed WWE Universal Championship. |
| WWE SmackDown |              |                      |                 |                         |              |              | |
| 2             | Cody Rhodes  | 7 de abril de 2024   | WrestleMania XL | Filadelfia, Pensilvania | 1            | 378          | Fue un Bloodline Rules match. Durante su reinado, el término para referirse al campeonato pasó a ser Undisputed WWE Championship. |
| 3             | John Cena    | 20 de abril de 2025  | WrestleMania 41 | Las Vegas, Nevada       | 1            | 1            | |
| —             | Desactivado  | 21 de abril de 2025  | WWE.com         | —                       | †            | —            | WWE anunció la desactivación del WWE Universal Championship, poniendo fin al Undisputed WWE Championship, pero manteniendo el uso del término para el WWE Championship. |

### Total de días con el título
La siguiente lista muestra el total de días que un luchador ha poseído el campeonato si se suman todos los reinados que posee.
| N.º | Luchador     | Reinados | Total de días |
| --- | ------------ | -------- | ------------- |
| 1   | Roman Reigns | 1        | 735           |
| 2   | Cody Rhodes  | 1        | 378           |
| 3   | John Cena    | 1        | 1             |